# Bağlarbaşı, Pazar
Bağlarbaşı là một xã thuộc huyện Pazar, tỉnh Tokat, Thổ Nhĩ Kỳ. Dân số thời điểm năm 2011 là 1.245 người.